# A. Raja

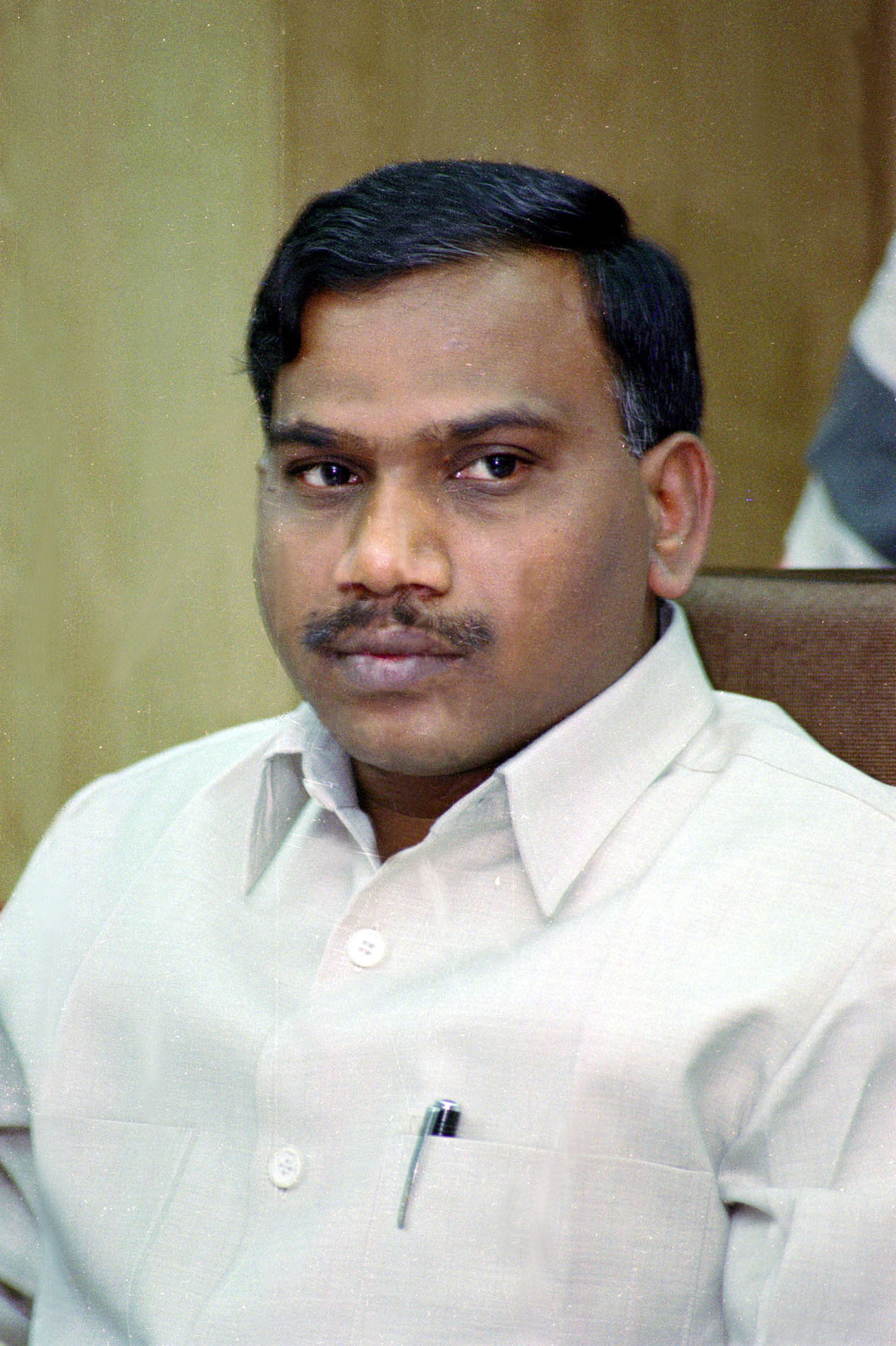
A. Raja, 2005

A. Raja (Andimuthu Raja; Tamil: ஆ. ராசா; * 10. Mai 1963 in Velur, Distrikt Perambalur, Tamil Nadu) ist ein indischer Politiker der Regionalpartei Dravida Munnetra Kazhagam (DMK). Er bekleidete zwischen 1999 und 2010 verschiedene Ministerämter in den gesamtindischen Regierungen von Atal Bihari Vajpayee und Manmohan Singh. Am 14. November 2010 musste er wegen eines Korruptionsskandals von seinem Amt als Minister für Kommunikation und Informationstechnologie zurücktreten.

## Biografie
A. Raja wurde am 10. Mai 1963 im Dorf Velur im heutigen Distrikt Perambalur des Bundesstaats Tamil Nadu geboren. Er gehört zu den Dalit (Kastenlosen). Sein Studium schloss er mit einem Master in Jura ab. Während seiner Studienzeit kam Raja mit der Politik in Berührung und schloss sich der DMK an. Er gilt als talentierter Redner und besitzt ein großes Interesse für die tamilische Literatur, weshalb er in der Partei bald als Nachwuchshoffnung gehandelt wurde.
1996 wurde A. Raja aus dem für Dalit-Kandidaten reservierten Wahlkreis Perambalur erstmals als DMK-Kandidat in die Lok Sabha, das gesamtindischen Parlament, gewählt. Bei den Neuwahlen 1998 verlor er das Mandat an den Kandidaten der AIADMK, konnte den Wahlkreis aber bei der erneuten Neuwahl 1999 zurückerobern und bei der nächsten Wahl 2004 verteidigen. Nachdem der Wahlkreis Perambalur in einen allgemeinen Wahlkreis umgewandelt wurde, trat Raja bei den Wahlen 2009 erfolgreich in dem für Dalit-Kandidaten reservierten Wahlkreis Nilgiris an.
Von 1999 bis 2003 war A. Raja Minister für ländliche Entwicklung und Gesundheit in der BJP-geführten Regierung Atal Bihari Vajpayees. Nachdem die DMK aus dem Wahlbündnis mit der BJP ausgeschieden und sich der Regierungskoalition unter Führung der Kongresspartei angeschlossen hatte, wurde Raja 2004 Umweltminister unter Manmohan Singh. Als der DMK-Politiker Dayanidhi Maran 2007 vom Posten des Ministers für Kommunikation und Informationstechnologie zurücktrat, übernahm A. Raja das Amt und bekleidete es auch im Kabinett Manmohan Singh II.

## Korruptionsskandal
A. Raja trat am 14. November 2010 von seinem Amt als Minister für Kommunikation und Informationstechnologie zurück. Rücktrittsgrund war die bevorstehende Untersuchung eines Skandals um die Vergabe der 2G-Mobilfunklizenzen in Indien. Als Kommunikationsminister fiel die Vergabe der Lizenzen in seinen Bereich. Er setzte gleich nach seiner Vereidigung 2007 als Minister neue Richtlinien fest. 85 von 122 Lizenzen soll das Ministerium aber entgegen den eigenen Richtlinien vergeben haben. Sie sollen an Telekomkonzerne, wie zum Beispiel Reliance Industries, teilweise über Strohfirmen um den Preis des Jahres 2001, also deutlich unter Marktwert, vergeben worden sein. Die Lizenzen wurden auch teilweise ins Ausland verkauft. Dabei sollen dem indischen Staat knapp zweiundzwanzig bis dreißig Milliarden Euro entgangen sein. Premierminister Manmohan Singh geriet durch Vorwürfe, er habe die Untersuchung des Skandals aussitzen und verschleppen wollen, unter Druck.
Am 2. Februar 2011 wurde A. Raja zusammen mit zwei Beamten seines Ministeriums wegen des 2G-Skandals von der indischen Bundespolizei CBI verhaftet. Nach über einem Jahr Haft wurde Raja am 15. Mai 2012 gegen Kaution freigelassen.